# مالاجون (سيوداد ريال)
بلدية مالاجون (بالإسبانية: Malagón)‏، هي إحدى بلديات مقاطعة سيوداد ريال إحدى مقاطعات إسبانيا، والتي تقع في منطقة قشتالة لا منتشا وسط إسبانيا.
يبلغ عدد سكانها 8.124 نسمة وفقاً لإحصائية سنة (2007).

## أعلام
- رامون غونزاليس